# خسوف القمر نوفمبر 2020
خسوف شبه الظل حدث يوم 30 نوفمبر 2020 عندما عبر القمر البدر خلال منطقة شبه ظل الأرض، أمكن رؤية الخسوف بالعين فقط المجردة عند ذروته عندما خفتت إضاءة 82.85% من قرص القمر الداخل نطاق شبه الظل.
هذا الخسوف الرابع والأخير في عام 2020.

## المشاهدة
تم رصد ومشاهدة هذا الخسوف بعد غروب الشمس في شرق آسيا وأستراليا، وقبل الشروق في أمريكا الشمالية وأمريكا الجنوبية واستمر 4 ساعات و21 دقيقة تقريبًا، بدأ القمر بدخول منطقة شبه الظل عند الساعة 07:32 (ت ع م) ووصل ذروته عند 09:42 (ت ع م)، لينتهي الخسوف بخروج كامل القمر عند الساعة 11:53 (ت ع م).
هذا الخسوف جزء من دورة الساروس رقم 116.
| مناطق رؤية الخسوف |

## معرض الصور

تصوير الخسوف من مينابوليس عند 1:45 UT و 9:24 UT
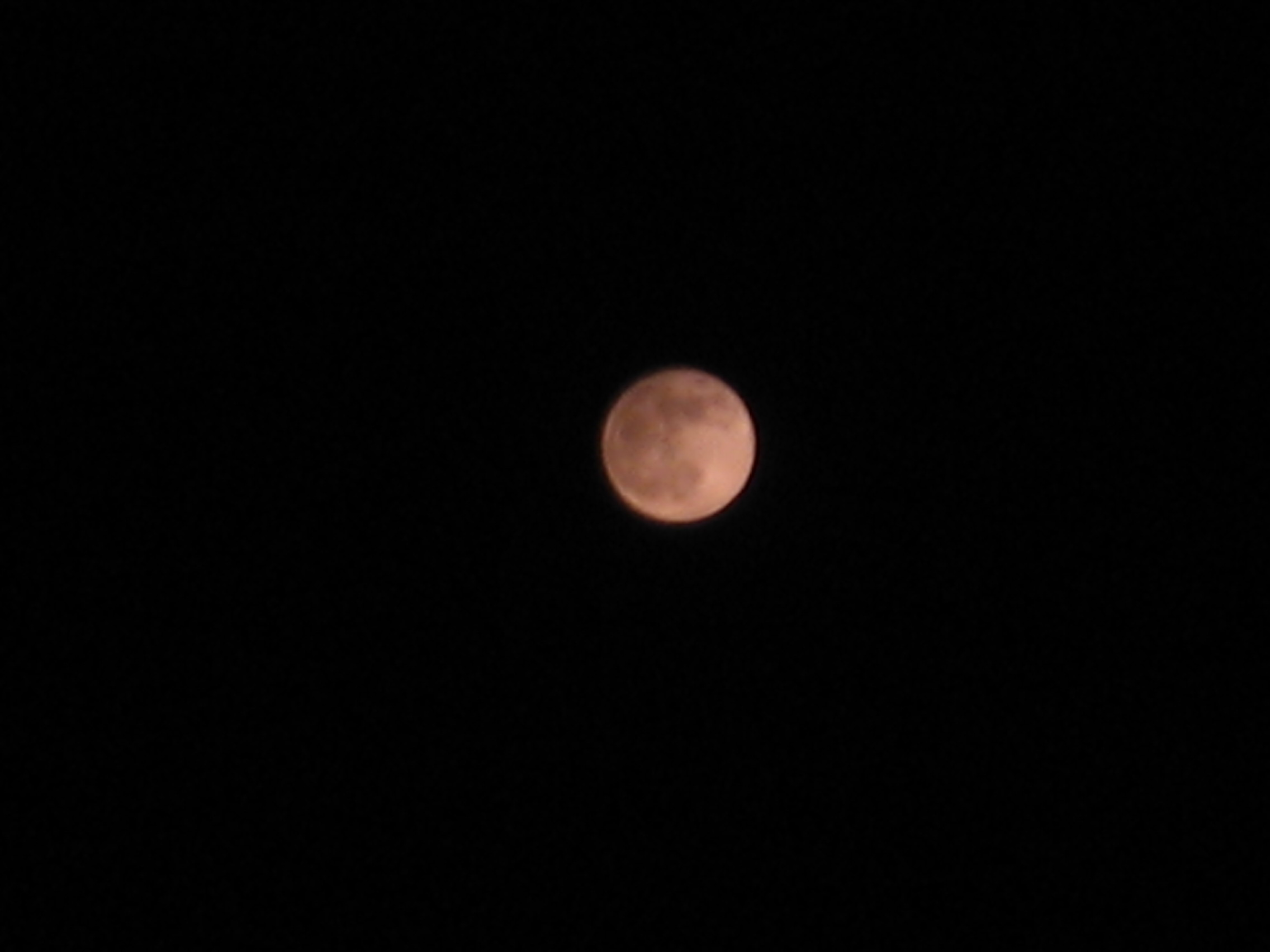
الصين، عند الساعة 10:03 UT.

## طالع أيضًا
- قائمة خسوفات القمر في القرن 21
- قائمة خسوفات القمر في القرن 20
- خسوف القمر يناير 2020
- خسوف القمر يونيو 2020
- خسوف القمر يوليو 2020
- خسوف

## روابط خارجية
- تفاصيل الخسوف
- مخطط خسوف 30 نوفمبر 2020، ناسا